# Gatsby (sandwich)
Un Gatsby est un sandwich sud-africain composé d'un petit pain rempli de frites et d'un choix de garnitures et de sauces. Il est originaire du Cap, étant fort populaire dans toute la province du Cap-Occidental. Le sandwich est généralement grand et partagé par plusieurs personnes.

## Caractéristiques principales
Il n'existe pas de recette standard pour un Gatsby, mais il est généralement proposé dans un long petit pain de style français (30 cm ou plus) coupé dans le sens de la longueur. D'autres pains utilisés peuvent inclure des pains à hot-dog ou des pains plats rôtis, bien qu'un rôti fourré soit généralement appelé salomie. Le sandwich est fait grand pour être partagé, généralement de quatre façons. La garniture d'un Gatsby comprend des frites avec un certain nombre d'autres ingrédients tels que de la viande, du poisson et des œufs. Les garnitures à base de viande peuvent inclure du steak grillé, du steak masala, du poulet, de la saucisse boloney, de la saucisse viennoise et de la saucisse russe. Le poisson frit ou mariné, les calamars, le curry et les œufs sont également fréquemment proposés. Les garnitures sont généralement assaisonnées de cornichons achar ou de sauce peri peri.
Bien que le Gatsby soit généralement préparé avec des garnitures à base de viande, on peut trouver des versions végétaliennes qui sont généralement préparées en remplaçant la viande par du soja mariné. Des versions plus saines peuvent également être trouvées, utilisant des ingrédients tels que les haricots qui sont censés réduire considérablement les niveaux de cholestérol et de graisse.

## Histoire
Le sandwich Gatsby est né en 1976 à Athlone, dans le quartier de Cape Flats au Cap. Le propriétaire d'une épicerie, Rashaad Pandy, voulait servir un repas rapide mais copieux aux ouvriers qui l'aidaient à rénover son magasin. Il a rempli un gros pain rond de « slap chips » (chips de style sud-africain avec du vinaigre), de saucisse polony et d'achaar et l'a coupé en quartiers. « Froggy », l'un des ouvriers, a déclaré que le sandwich était un « Gatsby smash », faisant allusion au film The Great Gatsby qui avait été projeté dans un cinéma d'Athlone. Le nom est resté et Pandy a ensuite proposé le sandwich dans sa boutique. Le sandwich a gagné en popularité et a été adapté pour utiliser un long pain de style français. Le sandwich Gatsby est un remède populaire contre la gueule de bois pour les habitants du Cap.